# Захаров, Владимир Михайлович (биолог)
Владимир Михайлович Захаров (род. 15 июля 1953) — российский биолог, доктор биологических наук, профессор, специалист в области популяционной биологии, член-корреспондент РАН (2000 г.). Руководитель Центра устойчивого развития и здоровья среды ИБР РАН и Центра устойчивого развития МУИВ. Почётный работник охраны природы.

## Биография
Родился 15 июля 1953 года в Вильнюсе.
Окончил биологический факультет Московского областного педагогического института имени Н. К. Крупской.
Заведующий лабораторией постнатального онтогенеза (с 1991 года), а затем Центром устойчивого развития и здоровья среды Института биологии развития имени Н. К. Кольцова.
В 2000 году — избран членом-корреспондентом РАН.
С 2017 года является председателем центральной предметно-методической комиссии ВсОШ по экологии.
Автор более 300 публикаций, включая шесть монографий.
Написал множество книг по экологии, в частности по устойчивому развитию.

## Общественная деятельность
Участие в общественной работе
- член Общественной палаты Российской Федерации (I, II, III составов);
- председатель комиссии Общественной палаты по экологической политике и охране окружающей среды;
- член Межкомиссионной рабочей группы по международной деятельности Общественной палаты;
- член Отделения биологических наук и Отделения общей биологии РАН;
- вице-президент общероссийской организации «Мир и здоровье нации»;
- руководитель региональной общественной организации «Центр экологической политики России».
- председатель Общественного совета Росгидромета.
- член совета международной инициативы «Хартия Земли».
- член Межведомственной рабочей группы при Администрации Президента РФ по вопросам, связанным с изменением климата и обеспечением устойчивого развития.